# ラムシュタイン航空ショー墜落事故
ラムシュタイン航空ショー墜落事故（ラムシュタインこうくうショーついらくじこ、英語: Ramstein air show disaster、イタリア語: Incidente di Ramstein、ドイツ語: Flugtagunglück von Ramstein）は、1988年8月28日にドイツ連邦共和国（西ドイツ）のラムシュタイン空軍基地において発生した航空事故。

## 概要
1988年8月28日、ドイツ連邦共和国のラインラント＝プファルツ州カイザースラウテルン郡カイザースラウテルン近郊の在欧アメリカ空軍ラムシュタイン空軍基地において開催されていたFlugtag '88の最中、イタリア空軍フレッチェ・トリコローリのアエルマッキ MB-339PAN 3機が曲芸飛行中に空中衝突を発生させた。
事故発生時、地上には約30万人の観客がいたが、空中衝突した機体が観客席の中に墜落し、パイロット3人を含む70人が死亡、346人の観客が爆発や火災による重傷を負い、その他多数の観客が軽傷を負う大惨事となった。
この事故は2002年にウクライナでリヴィウ航空ショー墜落事故（死者77人）が起こるまで世界最悪の航空ショーで発生した墜落事故であった。また、ドイツ国内で発生した航空事故としては1972年ケーニヒス・ヴスターハウゼン墜落事故 (死者156人)、ユーバーリンゲン空中衝突事故 (死者71人) に次いで3番目に死者数の多い事故である。

## 事故機
事故機はイタリア空軍の曲技飛行隊フレッチェ・トリコローリに所属するアエルマッキ MB-339PANである。
事故当日はMB-339が11機現地入りしており、うち10機がショーのラストに“ピアスハート” (英：pierced heart、伊：Cardioide、独：Durchstoßenes Herz) のフォーメーションを組んで飛行していた。このフォーメーションではチームが2グループに分かれ、滑走路に沿って観客の前に大きなハート型を作る。ハート型が完成すると2つのグループは滑走路と平行に通過し、最後に1機がハートの中心を観客の方へ向かって貫く、という飛行を披露する予定となっていた。
| コールサイン | 乗員                                               | 生没年          | チーム所属年    |
| ------------ | -------------------------------------------------- | --------------- | --------------- |
| Pony 0       | ディエゴ・ライネリ (地上から指揮)                  | * 1949年        | 1979年 – 1988年 |
| Pony 1       | † マリオ・ナルディーニ                             | 1947年 – 1988年 | 1982年 – 1988年 |
| Pony 2       | † ジョルジオ・アレッシオ                           | 1957年 – 1988年 | 1985年 – 1988年 |
| Pony 3       | ピエルジョルジオ・アコルシ                         |                 | 1981年 – 1989年 |
| Pony 4       | マウリツィオ・グッツェッティ                       | * 1958年        | 1987年 – 1991年 |
| Pony 5       | アントニノ・ヴィヴォーナ                           |                 | 1987年 – 1995年 |
| Pony 6       | ギアンピエトロ・グロップロ・ディ・トロッペンバーグ | * 1948年        | 1982年 – 1990年 |
| Pony 7       | ステファノ・ローザ                                 | 1961年 – 2008年 | 1988年 – 1994年 |
| Pony 8       | ジャンパオロ・ミニスカルコ                         | * 1959年        | 1988年 – 1996年 |
| Pony 9       | フランチェスコ・トリコミ                           |                 | 1988年 – 1992年 |
| Pony 10      | † イヴォ・ヌタレッリ                               | 1950年 – 1988年 | 1982年 – 1988年 |

## 事故

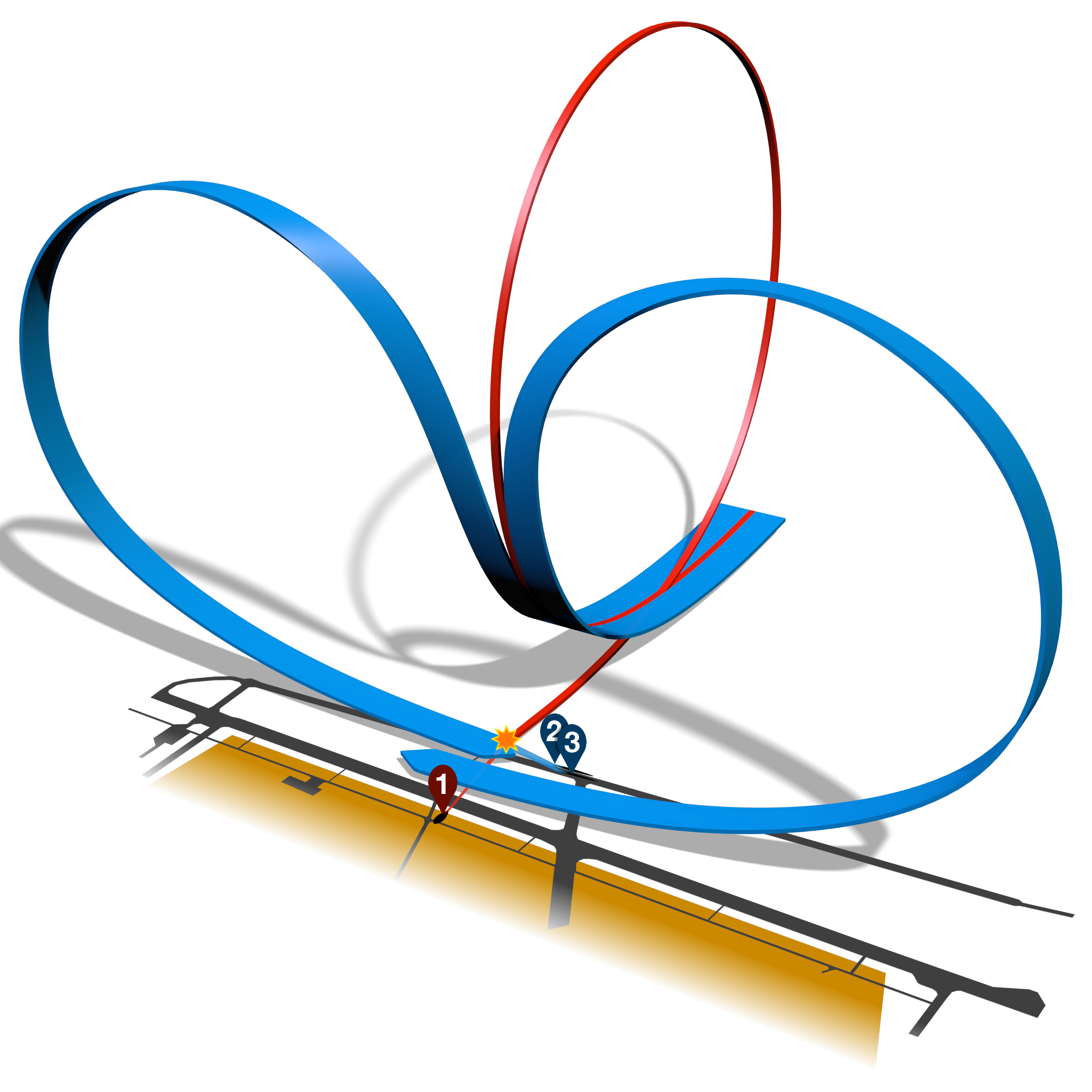
フレッチェ・トリコローリの航空機の飛行経路

事故当日、ピアスハートは順調に完成へ向かっていた。しかし、ハートが完成し2グループの機体がすれ違ったところに中央を貫いた機体が衝突した。衝突した機体はそのまま滑走路に墜落、衝突の衝撃で分解した胴体と航空燃料の火の玉が観客席を直撃した。
また、ハートを形成した機体のうち1機は緊急医療用のヘリコプターとして用いられていたUH-60 ブラックホークを直撃し、UH-60に搭乗していたキム・ストレイダーが負傷した。ストレイダーは20日後の1988年9月17日土曜日、テキサス州のブルック陸軍医療センターで治療の甲斐なく死亡した。UH-60に衝突した機体のパイロットは射出座席によって脱出したが、脱出時の高度が低すぎたため、パラシュートが開く前に滑走路に衝突し死亡した。
最後の1機は衝突で完全に分解され、滑走路沿いに残骸が飛散し、地上に破片が散乱した。
事故に巻き込まれなかった残りの機体は再編成され、ゼンバッハ空軍基地へ着陸した。

## 緊急対応

### 批判
この災害により、ドイツ民間当局およびアメリカ軍当局による大規模な医療緊急事態の処理に重大な欠点があることが明らかになった。アメリカ軍関係者はすぐにドイツの救急車を基地に入れることを許可せず、救助活動は効率と調整の欠如によって妨げられた。カイザースラウテルンの救助調整センターはドイツの救急車や救急ヘリが現場に到着しても現場の状況を把握できておらず、アメリカの救急車や救急ヘリは火傷の犠牲者を避難させるための最速かつ最大の手段を提供したがそれらを治療するための十分な能力を欠いていた。また、アメリカ軍とドイツで点滴のカテーテルの標準用法が異なっていたことも現場の混乱に拍車をかけた (1995年に単一の標準が体系化され、2013年に新しい体系に更新された)。

### 活動
すぐ近くのサウスサイド・ベース・チャペルに危機カウンセリングセンターが設置され週を通して開いていた。基本的な精神保健専門家は、次の週に集団カウンセリングと個別カウンセリングを提供し、彼らは事故の2ヵ月後と6ヵ月後に回復を測定するために対応労働者を調査した。

## 脚注

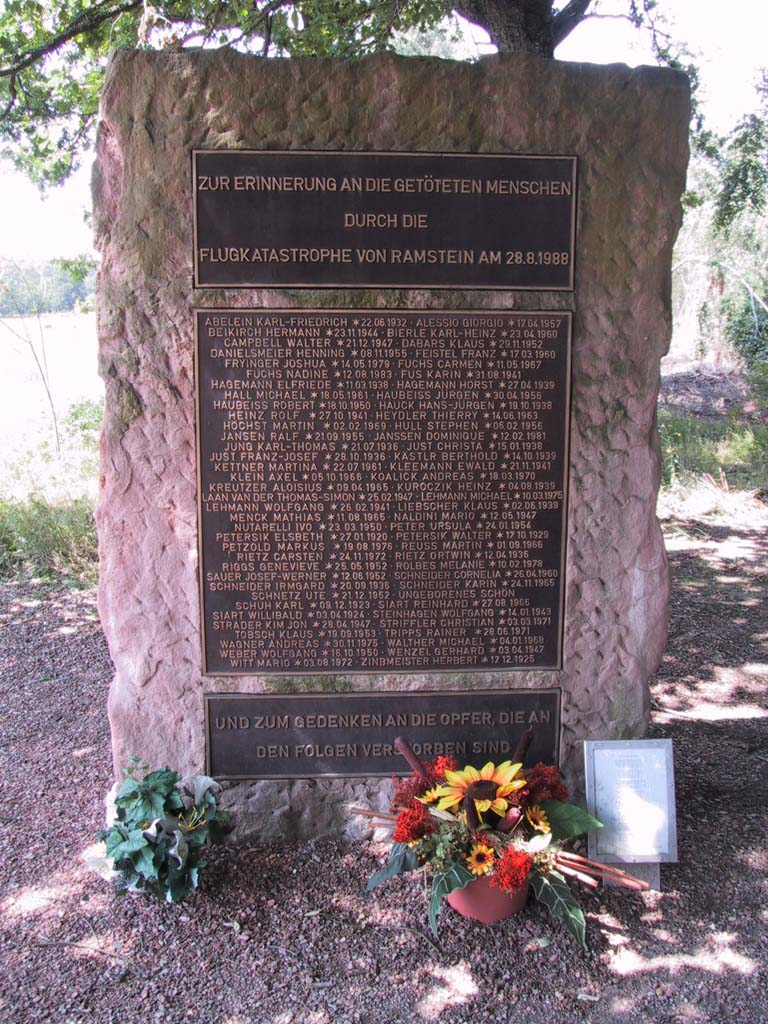
被害者の名前が記された航空ショー災害記念碑

### 時系列

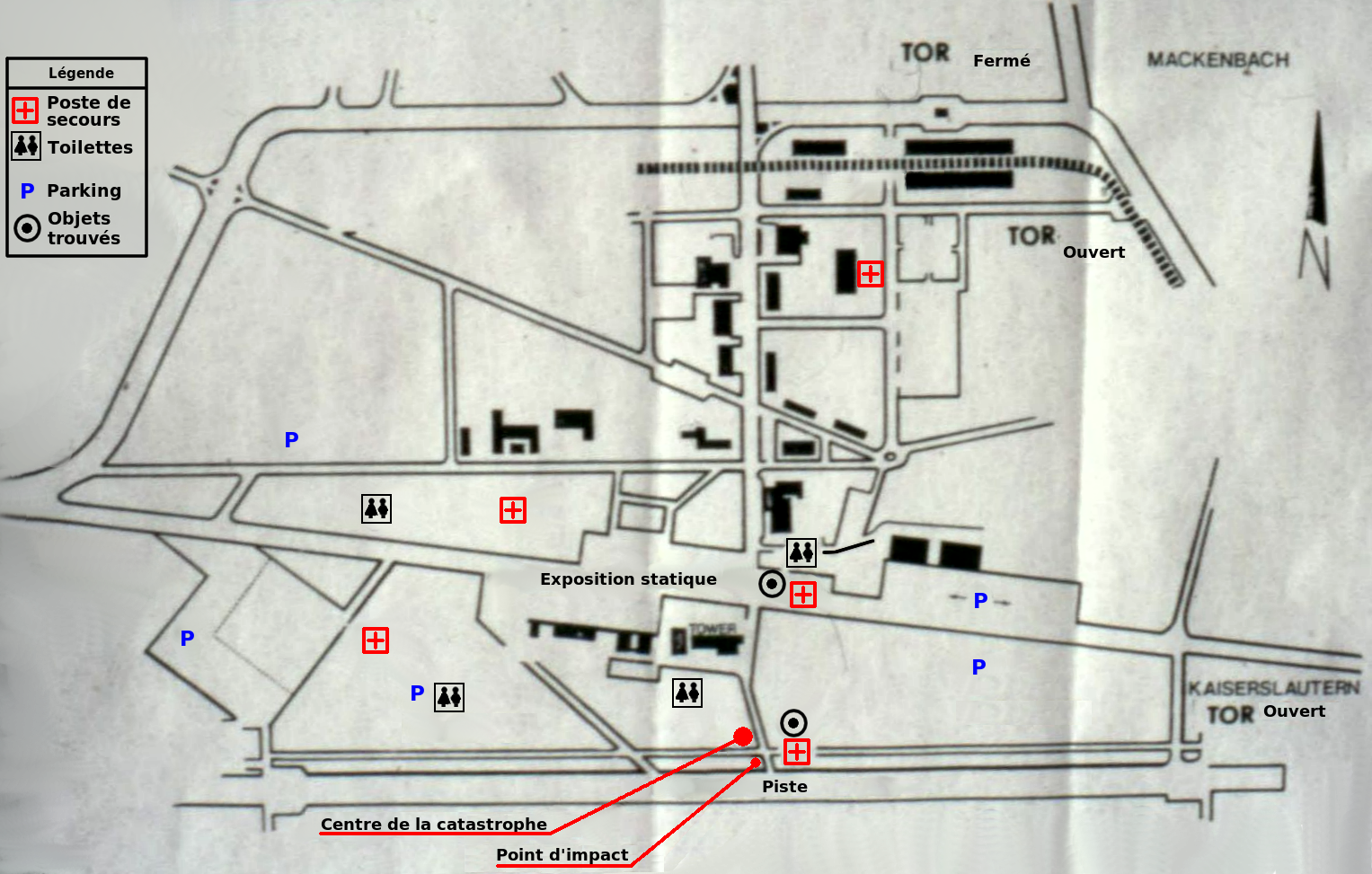
航空ショー施設の地図と事故の詳細

| 時間  | 詳細 |
| ----- | --- |
| 15:40 | フレッチェ・トリコローリ離陸 |
| 15:44 | 空中衝突が発生 |
| 15:46 | 消防士が到着 |
| 15:48 | 最初のアメリカの救急車が到着 |
| 15:51 | 最初のアメリカの救急ヘリが到着 |
| 15:52 | 2番目のアメリカの救急ヘリが到着 |
| 15:54 | 最初のアメリカの救急ヘリが離陸 |
| 16:10 | ルートヴィヒスハーフェンからドイツの救急ヘリChristoph 5が到着 |
| 16:11 | ザールブリュッケンからドイツの救急ヘリChristoph 16が到着 |
| 16:13 | 10台のアメリカとドイツの救急車が到着 |
| 16:28 | 約10 - 15台の救急車が到着。アメリカ空軍とドイツ自動車連盟の8機の救急ヘリが捜索救難実施 |
| 16:33 | エアレスキューの最初の救急ヘリが到着 |
| 16:35 | ラジオにて、緊急通報を受けた医師談： "我々は手当を受けないままアメリカ人によって我々から運び出され輸送された火傷の患者を探しています。彼らは、彼らの元には負傷者がもう居ないと伝えてきました。すべての負傷者がヘリコプターや救急車で運ばれたわけではありません。周辺は完全に混乱しており、ピックアップトラックで運ばれる負傷者すらいました。このようなトラックは非常口へ向かわずに、移動する群衆のすぐそばを走行していました。焼けた服や焼けて垂れ下がった皮膚、痛みに身悶えし、愕然とし、ショックを受ける人々がそれらに載せられてゆくのはひどい光景でした。" |
| 16:40 | 死体輸送用の最初の低床トレーラが到着 |
| 16:45 | 死体輸送用の2番目の低床トレーラが到着 |
| 16:47 | 当時のドイツの緊急事態本部は、無線通信から明らかなように事態に関する手がかりがなかった： "はい、それが問題です。何が起こったのか、どのくらいの数の負傷者がいるのか、そして他に何が起こったのかはまだわかりません。主要な救急医療はまだフィードバックを送信していません。彼はまず総観を望みます。" |
| 17:00 | 何人かの衛生兵がヘリコプターと共に到着: "我々が到着した5:00過ぎには、もう負傷者は居なかった。最後のひどい負傷者がアメリカのヘリコプターに乗せられるところだった。また数台のピックアップトラックが負傷者を運び去るのも見えた。担当官や指揮命令者、担当者を見つけることはできなかった（中略）そこで我々はLandstuhlにあるJohannis病院へ自分たちの判断で向かった。何人かのaction forceや救急救命士、警官に救急活動の指揮者の名を聞いたが誰も答えることができなかった。私は脱出活動を管理する救急救命士が誰か聞いたのだが、存在しなかった。"                       |
| 18:05 | 救急ヘリがラントシュトゥール地域医療センターに到着: "我々は大勢の重度のやけどを負った、ひどく負傷した人々が全く手当を受けていないままでいるのを見つけた。（中略）私がLandstuhlについたとき、重度の火傷をおった人々が厚板に部分的に載せられていた。救急救命士は居なかった。私が負傷者を手当し、我々の飛行に同乗した病院の看護師に彼女を引き渡したあと、私は軍病院のヘリコプター着陸地点にて数人の負傷者を介護していた。そこではアメリカ人の救急救命士を一人も見なかった。"                                                                                     |
| 18:20 | 2台のトラックで死体が運び出される |
| 18:30 | 負傷者でいっぱいのバスがルートヴィヒスハーフェン（80km先）に到着: "重度の火傷を負った負傷者は5人いた。救急救命士はバスに不在だった。居たのはこの地域に詳しくない、ドイツ語をしゃべれないドライバーだけだった。彼は病院を見つけるまでに街の中を苦労して移動した。" |